# Baselarda

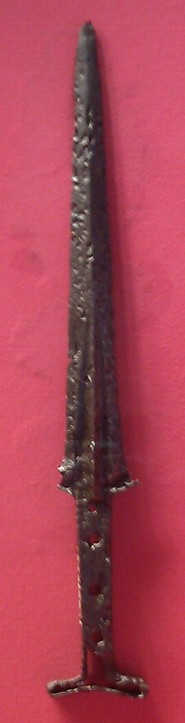
Baselarda del (Museo Nacional de Zúrich)

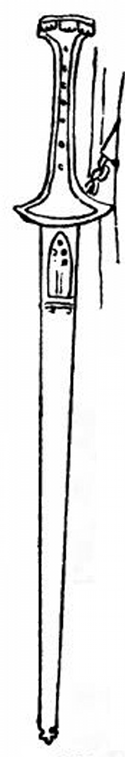
Dibujo de una baselarda que se muestra en la efigie de Thomas de Topcliffe (fallecido en 1365) (Dillon 1887).

La baselarda es un tipo histórico de puñal o espada corta de la Baja Edad Media.

## Etimología
En el uso moderno de los anticuarios, el término baselarda se reserva principalmente para un tipo de daga del siglo XIV con un mango en forma de I, que evolucionó a partir de la daga caballeresca del siglo XIII. El uso contemporáneo era menos específico, y el término en francés medio (badelare, bazelaire) e inglés medio probablemente podría aplicarse a una clase más amplia de dagas grandes. El término (en muchas variantes ortográficas) aparece por primera vez en la primera mitad del siglo XIV. Existe evidencia de que el término baselard es en origen una corrupción en francés medio o latín medieval del alemán basler [messer] "cuchillo de Basilea".
Tanto el término baselarda como la daga grande con empuñadura en forma de H o "baselarda propiamente dicha" aparecen a mediados del siglo XIV. Varias certificaciones del siglo XIV de Francia glosan el término como coutel "cuchillo".

## Usos históricos

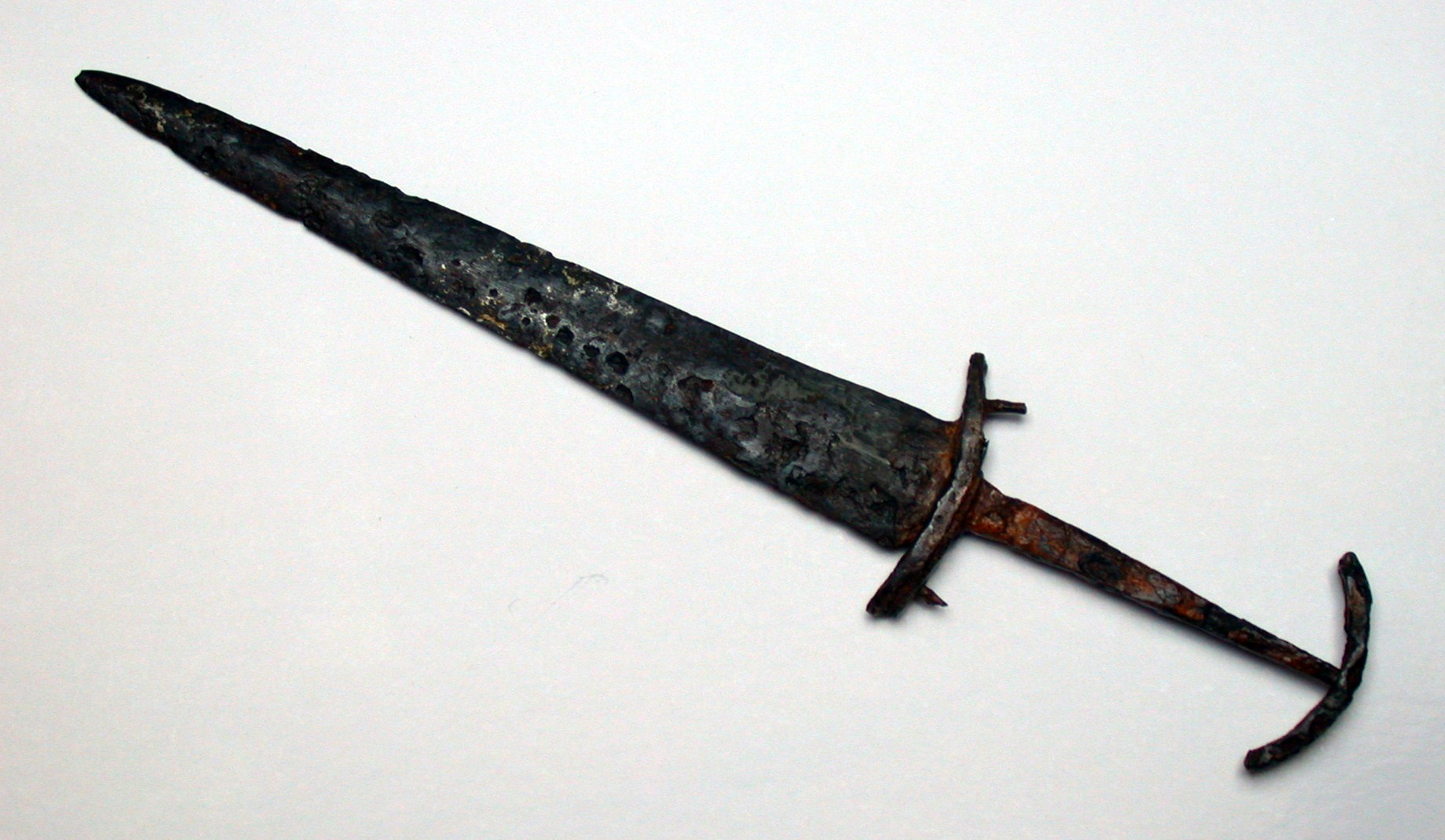
Una baselarda (basler) suiza del, predecesor de la clásica daga suiza utilizada en el.

Las representaciones de ejemplos de mediados del siglo XIV se conservan como parte de las efigies yacentes (figurando como parte de la vestimenta militar completa del caballero fallecido). A mediados del siglo XIV, la baselarda es un arma de mano popular llevada por el sector más propenso a la violencia de la sociedad civil, y conserva una asociación con el vandalismo. Uno de los primeros testimonios de la forma alemana pasler (1341) proviene de un documento judicial de Núremberg que registra un caso contra un hombre que había herido a una mujer al golpearla en la cabeza con esta arma. Varios códigos legales alemanes de los siglos XIV y XV prohíben llevar un basler dentro de una ciudad. A fines del siglo XIV, se puso de moda en gran parte de Europa occidental, incluidos Francia, Italia, Alemania e Inglaterra. Sloane (c. 1400) registra una canción que satiriza el uso de baselardas de gran tamaño como accesorios de moda. Pedro el Labrador también asocia el arma con una vana ostentación: en este caso, se informa que dos sacerdotes, "Sir John y Sir Geoffrey", lucían "un cinturón de plata, una baselarda o un cuchillo de Ballok con botones sobredorados".
Wat Tyler fue asesinado con una baselarda por el alcalde de Londres, William Walworth, en 1381, y el arma original era "todavía conservada con peculiar veneración por la Compañía de Pescaderos" en el siglo XIX.
Una aparición muy tardía del término se encuentra en 1602, en el contexto de un duelo librado en Escocia, en Canonbie. El documento que registra el acuerdo sobre las armas utilizadas en el duelo menciona "dos espadas baselardas con hojas de una yarda y medio cuarto de largo".